# 青山潤三
青山 潤三（あおやま じゅんぞう、1948年 - ）は、昆虫や植物などの写真家。

## 略歴
兵庫県神戸市生まれ。甲南学園中等部の時登校拒否となり中退。1967年美術の仕事を志して上京、漫画家のアシスタントなどを務めた。中国四川省・雲南省の奥地や琉球諸島をフィールドに、植物や昆虫などの撮影・調査を長年にわたり行っている。1993年原聖樹との共著『チョウが消えた！？』で日本科学読物賞受賞。

## 著書
- 『科学のアルバム 92 ギフチョウ』あかね書房 1987
- 『里の蝶基本50』森林書房 1988
- 『日本の高山植物』 (ポケット図鑑)解説・写真 成美堂出版 1994
- 『屋久島 世界遺産の自然』平凡社 1997
- 『中国のチョウ 海の向こうの兄弟たち』東海大学出版会 1998
- 『小笠原緑の島の進化論』写真・文. 白水社 1998
- 『世界自然遺産屋久島花暦花の旅』写真・文. 八重岳書房 1999
- 『世界遺産の森屋久島 大和と琉球と大陸のはざまで』平凡社新書 2001
- 『山の花1200 決定版 山麓から高山まで』写真・解説. 平凡社 2003
- 『屋久島 樹と水と岩の島を歩く カラー版』岩波ジュニア新書 2008

### 共著
- 『日本のチョウ』 (自然観察シリーズ 生態編)海野和男共著 小学館 1981
- 『チョウが消えた!? 昆虫の研究』原聖樹共著 あかね書房 1993
- 『日本の蝶』 (ポケット図鑑) 牧林功解説, 青山写真 成美堂出版 1994

## 論文
- <青山潤三